# 까이베현
까이베현(베트남어: Huyện Cái Bè / 縣丐𦨭)은 베트남 남부 띠엔장성의 행정 구역이다. 메콩강 삼각주의 일부이다.

## 행정구역
까이베현은 1개의 시진과 24개의 사로를 관할한다.

### 시진
- 까이베 시진 (Cái Bè / 丐𦨭)

### 사
- 안끄 사 (An Cư / 安居)
- 안후우 사 (An Hữu / 安有)
- 안타이동 사 (An Thái Đông / 安泰東)
- 안타이쭝 사 (An Thái Trung / 安泰中)
- 동호아히엡 사 (Đông Hòa Hiệp / 東和協)
- 허우미박A 사 (Hậu Mỹ Bắc A / 厚美北A)
- 허우미박B 사 (Hậu Mỹ Bắc A / 厚美北B)
- 허우미푸 사 (Hậu Mỹ Phú / 厚美富)
- 허우미찐 사 (Hậu Mỹ Trinh / 厚美貞)
- 허우타인 사 (Hậu Thành / 厚成)
- 화흥 사 (Hòa Hưng / 和興)
- 화카인 사 (Hòa Khánh / 和慶)
- 미둑동 사 (Mỹ Đức Đông / 美德東)
- 미둑떠이 사 (Mỹ Đức Tây / 美德西)
- 미호이 사 (Mỹ Hội / 美會)
- 미러이A 사 (Mỹ Lợi A / 美利A)
- 미러이B 사 (Mỹ Lợi A / 美利B)
- 미르엉 사 (Mỹ Lương / 美良)
- 미떤 사 (Mỹ Tân / 美新)
- 미쭝 사 (Mỹ Trung / 美中)
- 떤흥 사 (Tân Hưng / 新興)
- 떤타인 사 (Tân Thanh / 新淸)
- 티엔찌 사 (Thiện Trí / 善智)
- 티엔쭝 사 (Thiện Trung / 善中)

## 경제
이 지역의 주된 경제는 쌀과 과일 나무를 재배하는 농업이다. 겨울부터 봄에 걸쳐 약 218,000t의 식량을 생산하여, 여름과 가을에는 주로 수박, 오이, 쓴 멜론 등 작물을 600 헥타르 이상의 농토에 재배하고 있다.
이 지역의 산업 생산에도 긍정적인 징후가 나타나고 있다. 2004년에, 대규모 생산 공장을 집중시킨 안타인 산업 단지를 개발했다. 2009년 상반기에 까이베현의 산업과 수공예품 생산 가치는 1260억 동을 초과했다.

## 명소
- 까이베강 수상시장
- 까이베 교회
- 까오다이 사원

## 갤러리

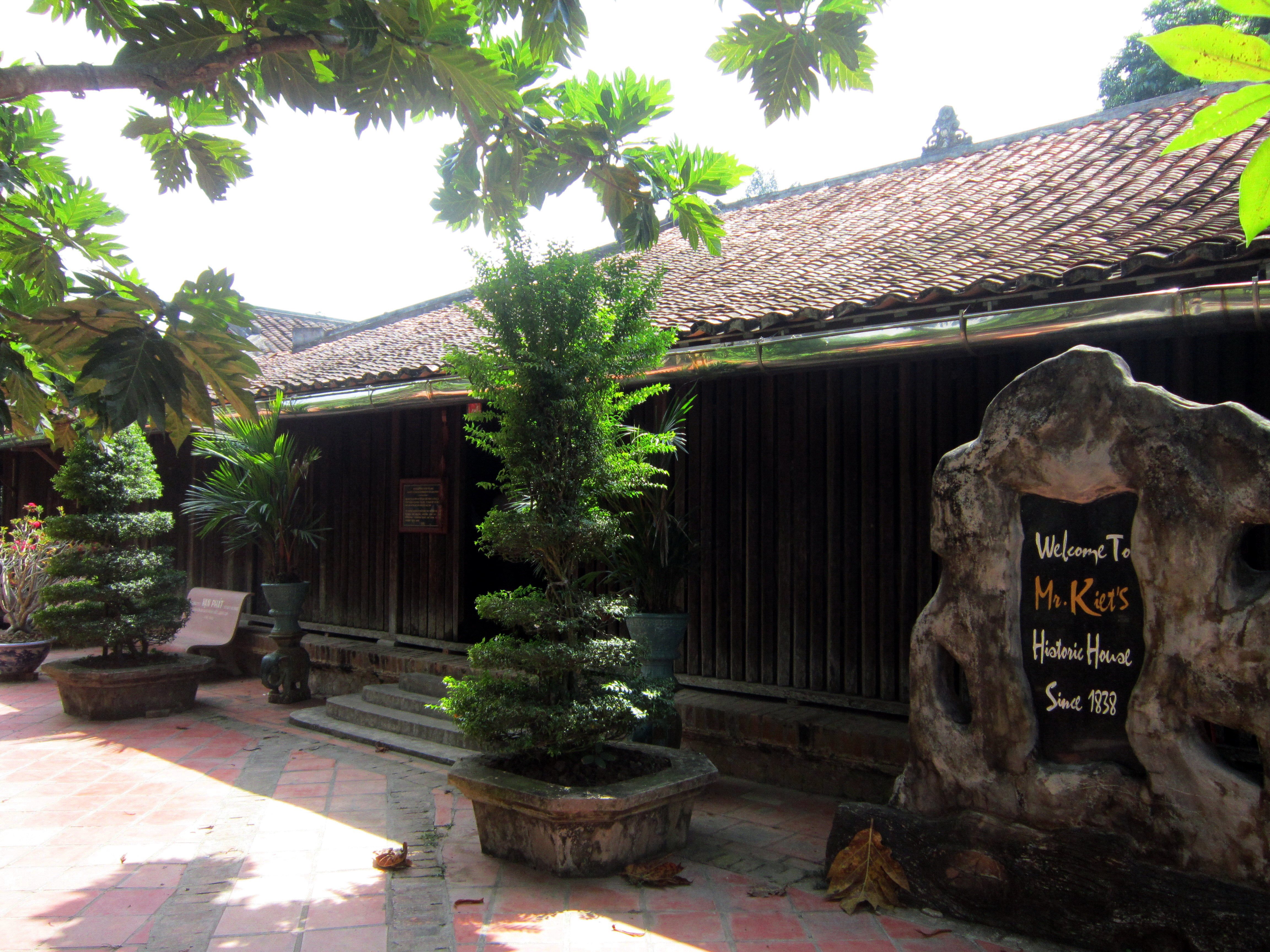
1838년 동호아 계곡의 까이베현에 지어진 고택
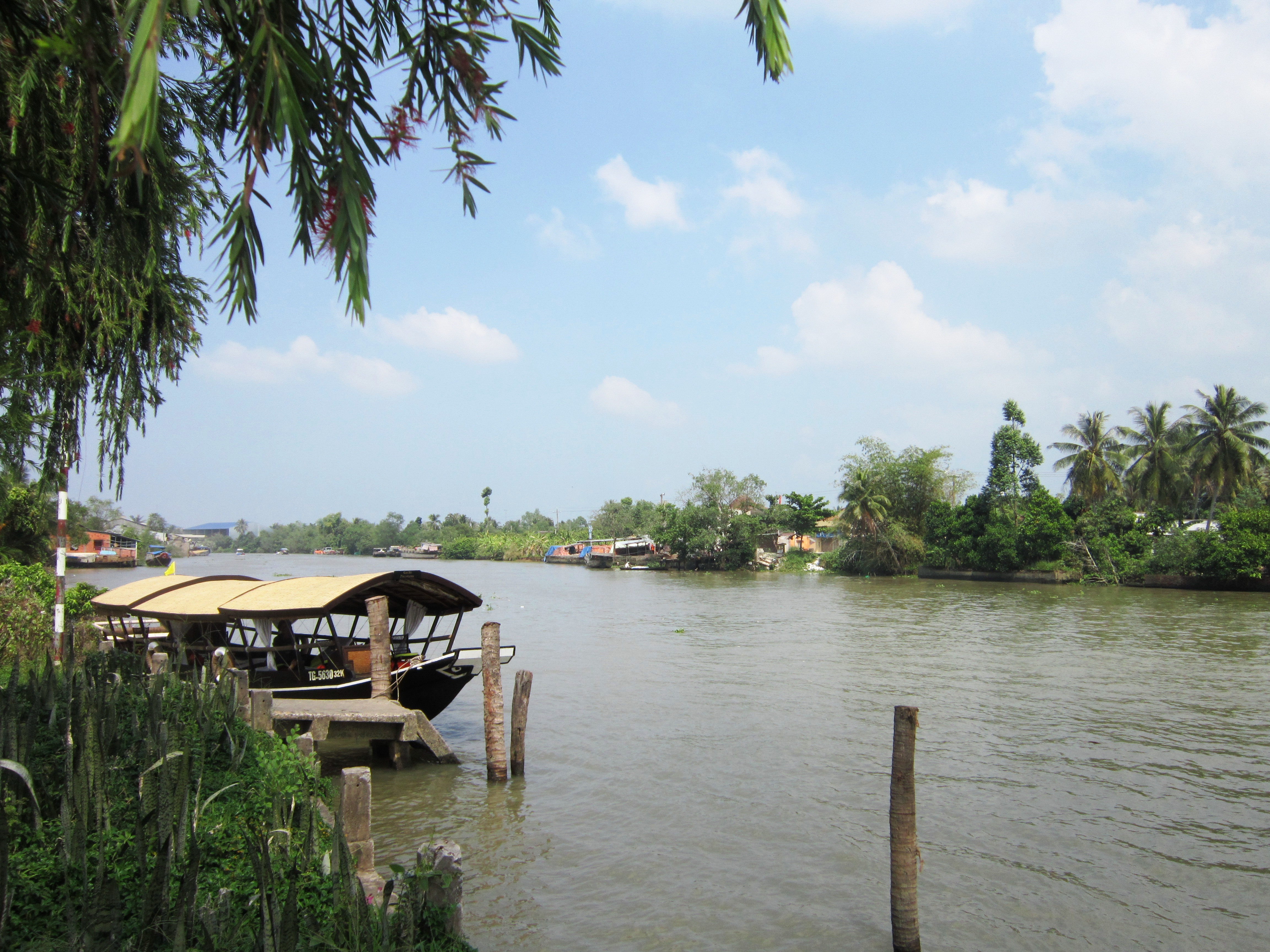
까이베강, 동호아히엡 사 구간
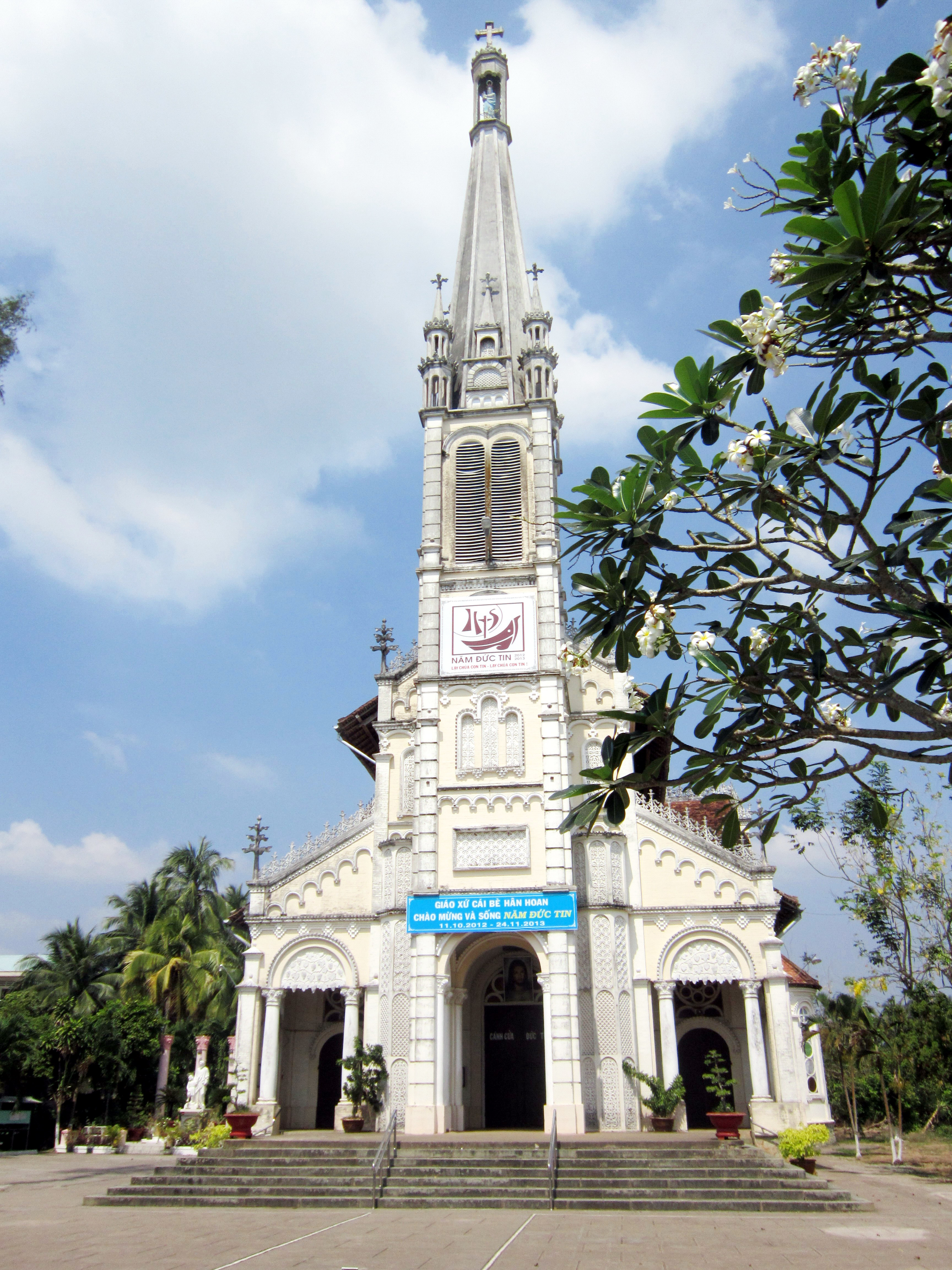
까이베 시진에 20세기 초반에 건설한 오래된 교회
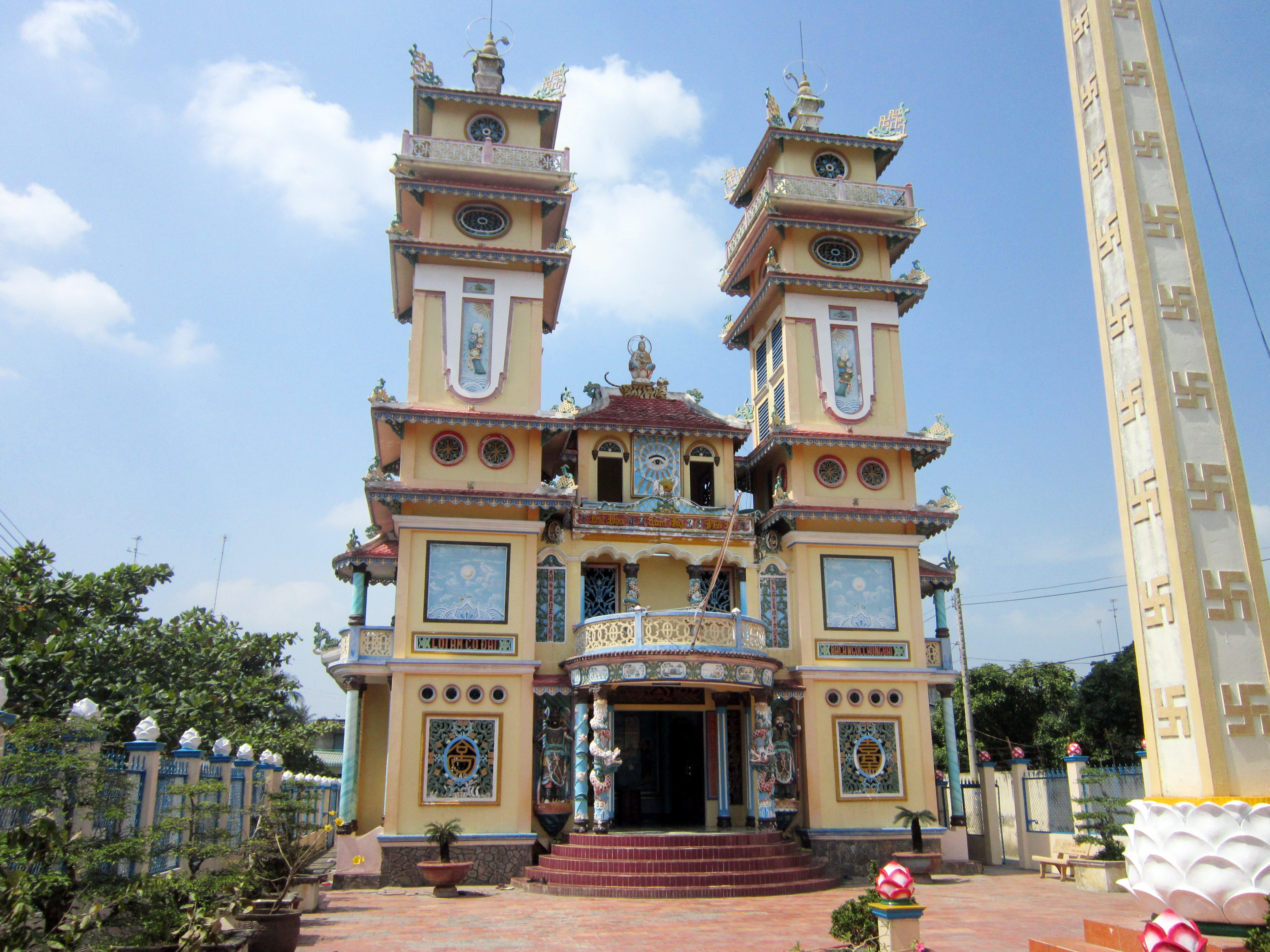
까이베 시진에 있는 까오다이교 사원
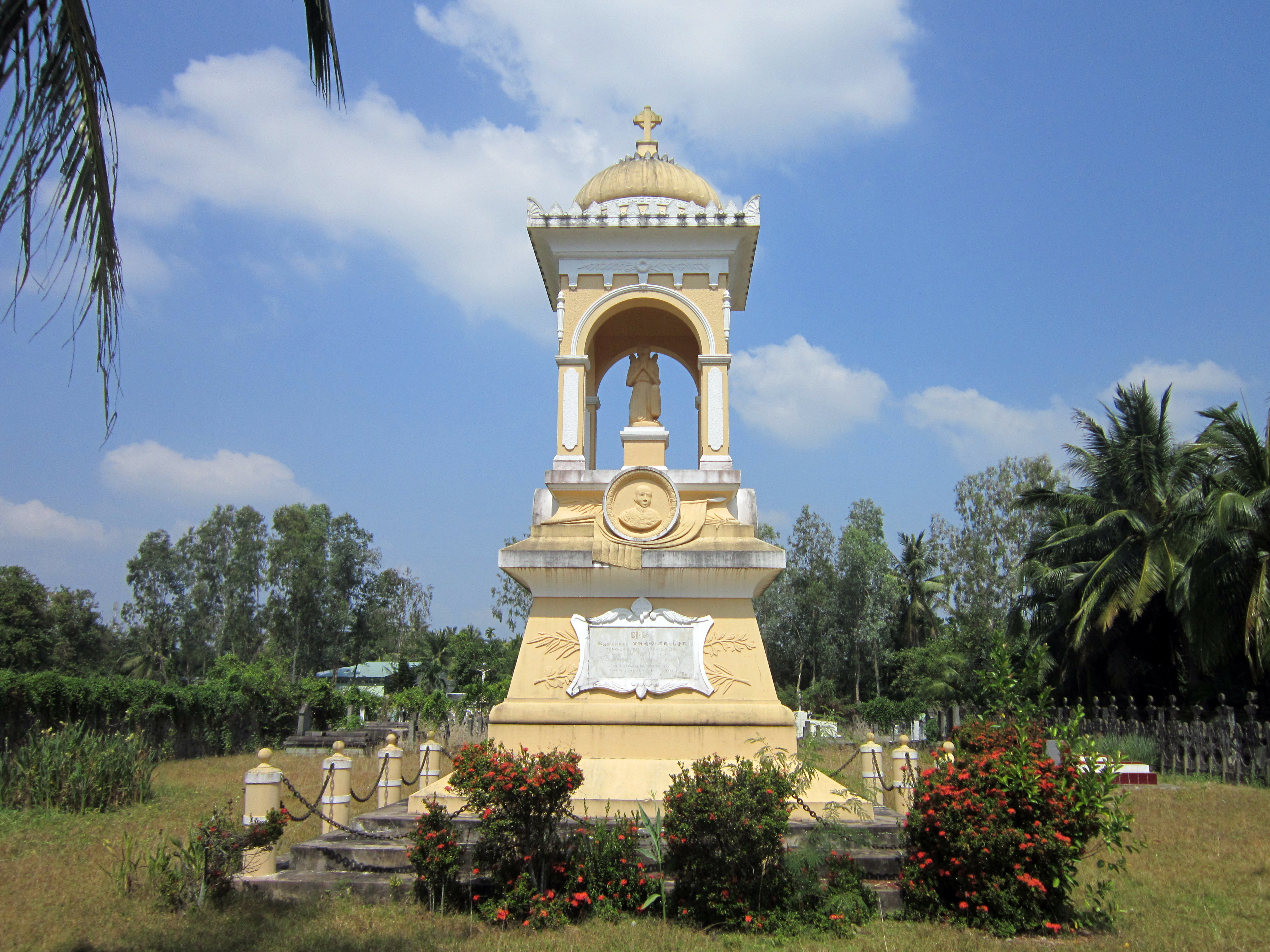
카이베 시진에 있는 쩐바록의 무덤